# 有吉勝秀

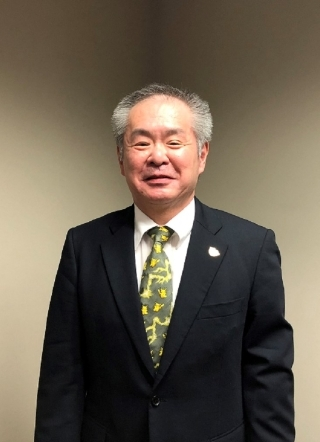
外務省より公表された公式肖像画像

有吉 勝秀（ありよし かつひで、1959年〈昭和34年〉12月28日 - ）は、愛知県出身の日本の外交官。
駐エルサルバドル大使などを経て、2023年10月から駐コスタリカ大使を務める。

## 略歴
- 1984年3月　東京大学法学部第一類卒業
- 1984年4月　外務省入省
- 1998年10月　在エクアドル日本国大使館 一等書記官
- 2001年1月　在エクアドル日本国大使館 参事官
- 2001年3月　総合外交政策局国際社会協力部人権人道課企画官
- 2002年4月　経済局開発途上地域課企画官
- 2004年1月　経済産業省貿易経済協力局貿易管理部貿易審査課長
- 2006年7月　外務省在アフガニスタン日本国大使館 参事官
- 2008年8月　在ニューヨーク日本国総領事館 領事
- 2009年6月　国際連合日本政府代表部 公使
- 2011年7月　在アルゼンチン日本国大使館 公使
- 2014年9月　内閣府大臣官房参事官 兼 独立行政法人国立公文書館アジア歴史資料センター次長
- 2016年10月　独立行政法人石油天然ガス・金属鉱物資源機構 特命参与
- 2018年8月　外務省在ニュージーランド日本国大使館 公使
- 2020年9月　エルサルバドル国駐箚 特命全権大使
- 2023年10月　コスタリカ国駐箚 特命全権大使

## 同期
- 礒正人（22年クロアチア大使・18年デュッセルドルフ総領事）
- 伊藤康一（24年ギリシャ大使・20年ニュージーランド大使）
- 伊藤直樹（24年ベトナム大使・19年バングラデシュ大使・17年シカゴ総領事）
- 今村朗（23年セルビア大使・20年ジョージア大使・23年セルビア大使）
- 岩井文男（20年サウジアラビア大使・15年イラク大使）
- 大森茂（17年セネガル大使・15年法務省名古屋入国管理局長）
- 岡田隆（20年アフガニスタン大使）
- 岡庭健（24年アラブ首長国連邦大使・21年ケニア大使）
- 菊田豊（21年ネパール大使・18年ナイジェリア大使）
- 下川眞樹太（22年フランス、アンドラ大使・19年ベルギー大使・17年大臣官房長・16年国際文化交流審議官）
- 杉山明（24年ノルウェー大使・21年特命全権大使（国際テロ対策・組織犯罪対策協力担当）・18年スリランカ大使・17年儀典長・15年内閣審議官・13年山形県警察本部長）
- 鈴木哲（19年インド大使・17年総合外交政策局長・16年国際情報統括官）
- 竹若敬三（21年北極担当大使・19年ラオス大使）
- 千葉明（22年バチカン大使、19年ASEAN大使・16年ロサンゼルス総領事）
- 梨田和也（19年タイ大使・17年国際協力局長）
- 藤山美典（22年スイス兼リヒテンシュタイン大使）
- 藤原直（21年エディンバラ総領事）
- 正木靖（23年インドネシア大使・20年EU大使・17年欧州局長）
- 森下敬一郎（21年エクアドル大使・17年コロンビア大使）
- 山上信吾（20年オーストラリア大使・18年経済局長・17年国際情報統括官）
- 山田洋一郎（22年モルドバ大使・20年立命館アジア太平洋大学アジア太平洋学部教授（出向）・17年シアトル総領事）
- 山野内勘二（22年カナダ大使・18年ニューヨーク総領事・16年経済局長）